# Α-酮戊酸
α-酮戊酸 （英語：α-Ketovaleric acid）是一种酮酸能在人血液中发现，但不是任何代谢途径的中间产物，其来源未知
。